# Joivan Jiménez
Joivan Jiménez (Ciudad de Panamá, Panamá, 25 de octubre de 1980) es un cantautor, músico y actor panameño. 

## Biografía
Es un cantante y compositor nominado al Premio Dove por la Canción Grabada del Año en Español "Generación de Fuego". En 2004 fue miembro del grupo Ordained Praise producido por el productor discográfico Justin Boller. El grupo firmó con un sello discográfico independiente cristiano, Sereniti Récords. En 2008, después de que el grupo se disolviera, Jiménez se convirtió en solista. En 2012 interpretó el papel de Juan Carlos Reymundo en la película Independiente " Stand Your Ground " filmada en Atlanta. Jiménez es el ganador del sorteo nacional Vanheusen Fashion Super Bowl "In Style" 2012, aparece en ESPN The Next Magazine, GQ Magazine, con otros que habían sido incluidos en el Salón de la Fama, como Jerry Rice, Steve Jóvenes y Deion Sanders.

## Vida personal
En 2006, Joivan se casó con Lucianne Lee; tienen tres hijos, Yessaira Lee, Joilianne Isabel y Joivan Alexander.